# Hayrick Island
Hayrick Island (englisch für Diemeninsel) ist eine kleine, markante und bis zu 150 m hohe Insel in der Marguerite Bay vor der Fallières-Küste des westantarktischen Grahamlands. In der Gruppe der Terra Firma Islands liegt sie zwischen dem Lodge Rock und dem Twig Rock.
Erste Vermessungen der Inselgruppe nahmen Teilnehmer der British Graham Land Expedition (1934–1937) unter der Leitung des australischen Polarforschers John Rymill vor. Diese Insel wurde dann 1948 durch den Falkland Islands Dependencies Survey vermessen. Benannt ist sie nach ihrem Aussehen, das von Osten betrachtet an eine Dieme erinnert.